# Filmographie de Michael Jackson
Cet article présente une liste de clips vidéos et de films dans lesquels le chanteur Michael Jackson a participé, avec mention des réalisateurs, producteurs, acteurs et, le cas échéant, les récompenses obtenues.
Le premier rôle principal de Michael Jackson dans un film était l'épouvantail dans The Wiz. Il a continué à apparaître dans des productions telles que Captain Eo et son propre long métrage, Moonwalker. En 1996 dans le film Ghosts, Michael Jackson interprète cinq rôles, dont quatre où il est méconnaissable grâce au maquillage et aux effets spéciaux. Par ailleurs, Michael Jackson a participé à plusieurs films comme Men in Black II (où il incarne l'agent M), Les Simpson (le personnage Leon Kompowsky), Miss Cast Away (il endosse le rôle de l'agent MJ), etc.
Michael Jackson sera par ailleurs le personnage principal du film biographique Michael prévu en 2025.

## Clips vidéos
| Clip vidéo                                                                        | Note(s) |
| Années 1970                                                                       | Années 1970 |
| --------------------------------------------------------------------------------- | --- |
| 1979. Don't Stop 'Til You Get Enough - Réalisé par : Nick Saxton                  | |
| 1979. Rock with You - Réalisé par : Bruce Gowers                                  | |
| Années 1980                                                                       | |
| 1980. She's Out of My Life - Réalisé par : Bruce Gowers                           | |
| 1981. Can You Feel It - Réalisé par : Michael Jackson et Robert Abel (en)         | - Commentaire : Le clip vidéo a été financé à hauteur de 140 000 dollars par Michael Jackson. Il a été pensé et réalisé par lui. C'est son véritable premier clip. "J'essayais, explique-t-il dans son autobiographie Moonwalk, de faire passer un message expliquant qu'il y avait aussi de la vie et du sens au-delà de l'espace et du temps." Ce clip de forte inspiration religieuse fait aussi d'importantes références sociales à l'égalité des races. Du point de vue culturel, Michael Jackson dit, et cela est prégnant, s'être inspiré pour les images du film de Stanley Kubrick 2001, l'Odyssée de l'espace et pour la musique de l'œuvre de Richard Strauss Ainsi parlait Zarathoustra.                                           |
| 1983. Billie Jean - Réalisé par : Steve Barron                                    | - Introduction au Hall of Fame des producteurs de clips vidéos. |
| 1983. Beat It - Réalisé par : Bob Giraldi                                         | Récompenses - Black Gold Awards : Meilleure performance dans un clip vidéo - Billboard Video Awards : Meilleur clip vidéo, Meilleure chorégraphie, Meilleure utilisation d'un clip vidéo pour promouvoir l'image d'un artiste, Meilleure utilisation d'un clip vidéo pour promouvoir la chanson d'un artiste - Rolling Stone's Readers Poll : Clip vidéo no 1 - Rolling Stone's Critics Poll : Clip vidéo no 1 - American Music Awards : Clip vidéo favori (Soul/R&B) - Introduction au Hall of Fame des producteurs de clips vidéos. |
| 1983. Thriller - Réalisé par : John Landis                                        | Récompenses - American Music Awards : Meilleur clip vidéo long format - MTV Video Music Awards : Meilleur clip vidéo, Meilleure chorégraphie, Récompense du choix des téléspectateurs - People's Choice Awards : Clip vidéo musical favori de l'année - MTV Video Music Awards : Récompense "Vanguard" des clips vidéos - Le meilleur clip vidéo de l'histoire - Rolling Stone Magazine : Clip vidéo de la décennie - TV Guide et MTV : Meilleur clip vidéo du millénaire - Introduction au Hall of Fame des producteurs de clips vidéos. - Commentaire : Le clip vidéo de Thriller a été interdit de diffusion en Grande-Bretagne pour des scènes estimées choquantes. Le clip vidéo sera diffusé de nouveau après réclamation du public.     |
| 1983. Say Say Say - Réalisé par : Bob Giraldi                                     | Acteurs secondaires - Linda McCartney - LaToya Jackson |
| 1987. Bad - Réalisé par : Martin Scorsese                                         | Acteurs secondaires - Wesley Snipes - Roberta Flack |
| 1987. The Way You Make Me Feel - Réalisé par : Joe Pytka                          | Acteurs secondaires - Tatiana Thumbtzen - LaToya Jackson |
| 1988. Dirty Diana - Réalisé par : Joe Pytka                                       | Récompenses - World Music Awards : Récompense du choix de la vidéo préférée des téléspectateurs |
| 1988. Man in the Mirror - Réalisé par : Don Wilson                                | Commentaires - Le clip vidéo de Man in the Mirror est un montage d'images d'évènements historiques. |
| 1988. Another Part of Me - Réalisé par : Patrick Kelly                            | Commentaires - Le clip vidéo de Another Part of Me est un montage d'images du Bad World Tour. |
| 1988. Smooth Criminal - Réalisé par : Colin Chilvers                              | Récompenses - Brit Awards : Clip vidéo de l'année - People's Choice Awards : Clip vidéo musical favori - Critics Choice Awards : Meilleur clip vidéo Acteurs secondaires - Kellie Parker, Sean Lennon et Brandon Adams. |
| 1989. Leave Me Alone - Réalisé par : Jim Blashfield                               | Récompenses - Canadian Music Awards : Récompense "Teddy" - Grammy Awards : Meilleur clip vidéo musical en court format - MTV Video Music Awards : Meilleurs effets spéciaux dans un clip vidéo - Commentaire : le clip vidéo de Leave Me Alone contient des images d'Elizabeth Taylor issus du film La Chatte sur un toit brûlant. |
| 1989. Liberian Girl - Réalisé par : Jim Yukich                                    | Acteurs secondaires - Par ordre d'apparition : Beverly Johnson, Malcolm-Jamal Warner, Sherman Hemsley, Brigitte Nielsen, Paula Abdul, Carl Weathers, Whoopi Goldberg, Quincy Jones, Jackie Collins, Amy Irving, Jasmine Guy, Rosanna Arquette, Billy Dee Williams, Lou Diamond Phillips, Olivia Newton-John, John Travolta, Corey Feldman, Steven Spielberg, Debbie Gibson, Rick Schroder, Blair Underwood, Weird Al Yankovic, Bubbles, Suzanne Somers, Lou Ferrigno, Don King et "son fils", Mayim Bialik, Virginia Madsen, David Copperfield, Emily et Richard Dreyfuss, Danny Glover, Olivia Hussey, Dan Aykroyd et Steve Guttenberg. |
| Années 1990                                                                       | |
| début des années 1990. Brace Yourself - Réalisé par: Bob Jenkins                  | - Commentaire : cette vidéo utilise un extrait de la cantate Carmina Burana du compositeur Carl Orff. Elle est interprétée par l'Orchestre et le Chœur de Prague. Cette vidéo, dont le titre reprend une phrase récurrente de la Bible "Brace Yourself", retrace la carrière du chanteur et son impact puissant sur son public, et a servi d'ouverture à tous les concerts du Dangerous Tour en 1992-1993. |
| 1991. Black or White - Réalisé par : John Landis                                  | Récompenses - International Monitor Awards : Clip musical avec les meilleurs effets spéciaux - Pro-Set Los Angeles Music Awards : Clip vidéo de l'année - NAACP Image Award : Clip vidéo incroyable - Commentaire : le clip vidéo original de Black or White a été interdit de diffusion sur de nombreuses chaînes de télévision musicales pour des scènes prétendues violentes et racistes. Les scènes controversées ont été retirées dans les diffusions ultérieures. Acteurs secondaires Macaulay Culkin, George Wendt, Peggy Lipton, Brandi Jackson (nièce de Michael Jackson), Wade Robson, Tyra Banks, Cree Summer, Bart et Homer Simpson (avec les voix de Nancy Cartwright et Dan Castellaneta)                                        |
| 1992. Remember the Time - Réalisé par : John Singleton                            | Acteurs secondaires - Eddie Murphy, Iman Abdulmajid et Magic Johnson. |
| 1992. In the Closet - Réalisé par : Herb Ritts & Michael Jackson                  | Commentaires - Le clip vidéo de In the Closet a été interdit de diffusion dans certains pays qui ont estimé qu'il contenait des scènes de sexe implicites. Acteurs secondaires - Naomi Campbell |
| 1992. Jam - Réalisé par : David Kellogg                                           | Acteurs secondaires - Michael Jordan, Kris Kross et Wade Robson. |
| 1992. Who Is It - Réalisé par : David Fincher                                     | Acteurs secondaires - E'Casanova (sosie de Michael Jackson). |
| 1992. Heal the World - Réalisé par : Joe Pytka                                    | Commentaires - Le clip vidéo de Heal The World est un montage d'images d'enfants du monde entier. |
| 1993. Give in to Me - Réalisé par : Andy Moharan                                  | Acteurs secondaires - Slash, Gilby Clarke. |
| 1993. Will You Be There - Réalisé par : Vincent Paterson                          | Commentaires - Le clip vidéo de Will You Be There est un montage de la performance de Michael Jackson sur la chanson du même titre pendant le Dangerous World Tour, ainsi que des images du film Sauvez Willy (bande originale du film). |
| 1993. Gone Too Soon - Réalisé par : Bill DiCicco                                  | Commentaires - Le clip vidéo Gone Too Soon est un montage d'images de Ryan White, décédé en 1990 du SIDA, et à qui la chanson est dédiée. |
| 1995. History Teaser - Réalisé par : Rupert Wainwright                            | Commentaires - Petit clip vidéo (non-musical et dans le but d'une promotion de l'album HIStory) présentant une parade militaire et le dévoilement d'une statue géante ressemblant à Michael Jackson. |
| 1995. Scream - Réalisé par : Mark Romanek                                         | Récompenses - Grammy Awards : Meilleur clip vidéo musical en court format - Billboard Music Video Award : Clip vidéo de l'année (Pop/Rock) - MTV Video Music Awards : Meilleur clip vidéo de danse, Meilleure chorégraphie, Meilleure direction artistique - Brazilian TVZ Video Award : Meilleure vidéo internationale de l'année. - Le videoclip le plus cher de l'histoire musicale reconnue par le Livre Guinness des records. |
| 1995. Childhood - Réalisé par : Nicholas Brandt                                   | Acteurs secondaires - Jason James Richter et Francis Capra. |
| 1995. You Are Not Alone - Réalisé par : Wayne Isham                               | Actrice secondaire - Lisa Marie Presley |
| 1995. Earth Song - Réalisé par : Nicholas Brandt                                  | Récompenses - Le Film Fantastique : Meilleure vidéo - Genesis Award : Récompense "Doris Day 1995" |
| 1996. They Don't Care About Us - Réalisé par : Spike Lee                          | Version prison - Cette première version du clip vidéo de They Don't Care About Us a pour décor une prison. Elle inclut de nombreuses images d'évènements historiques et a été interdite de diffusion sur beaucoup de chaînes de télévision musicales en raison de présentation de scènes de violences ayant vraiment eu lieu telles que l'agression de Rodney King par 4 policiers, les émeutes de 1992 à Los Angeles, les manifestations de la place Tiananmen et la Guerre du Viêt Nam. Cette première version a été rapidement retirée, au profit de la deuxième. Version Brésil - Cette deuxième version a remplacé la version « prison ». Elle montre Michael Jackson dans les rues du quartier ancien (Pelourinho) de Salvador de Bahia. |
| 1996. Stranger in Moscow - Réalisé par : Nicholas Brandt                          | |
| 1997. Blood on the Dance Floor - Réalisé par: Michael Jackson et Vincent Paterson | Récompenses - Brazilian TVZ Video Awards : Meilleur clip vidéo international de l'année. |
| 1997. Ghosts - Réalisé par : Stan Winston                                         | Commentaires - Le clip vidéo de Ghosts est une version courte extraite du film Ghosts. |
| Années 2000                                                                       | |
| 2001. You Rock My World - Réalisé par : Paul Hunter                               | Acteurs secondaires - Chris Tucker, Kishaya Dudley, Marlon Brando, Michael Madsen, et Billy Drago. Commentaires - NAACP Image Award : Meilleur clip vidéo musical. |
| 2001. Cry - Réalisé par : Paul Hunter                                             | Commentaires - Le clip vidéo de Cry montre des images de personnes alignées se tenant la main, dans un cercle faisant le tour du monde. Michael Jackson n'apparait pas dans ce clip. |
| 2003. One more chance - Réalisé par : Nicholas Brandt                             | Commentaires - Le clip vidéo de One more chance a été réalisé à Las Vegas en octobre 2003 et écourté en raison de l'intrusion à Neverland des forces californiennes et de ce qui allait être le Procès Arvizo. L'artiste y a été filmé essentiellement de dos et de profil, dansant dans la salle et sur les tables d'un cabaret dont le public a été placé sur scène. |
| Années 2010                                                                       | |
| 2011. Behind the Mask - Réalisé par: Dennis Liu                                   | Commentaires - Le clip est un montage réalisé à partir de 1600 vidéos de fans envoyées des quatre coins du monde. |

## Films

### En tant qu'acteur

#### The Wiz(1978)
Michael Jackson joue le rôle de l'épouvantail (Scarecrow) dans cette adaptation de la comédie musicale créée en 1975 à Broadway.
- Réalisé par : Sidney Lumet
- Producteur : Rob Cohen
- Scénariste : Joel Schumacher
- Compositeurs : Charlie Smalls & Quincy Jones

#### Captain Eo(1986)
Michael Jackson joue le rôle de Captain EO dans ce film en 3D.
- Réalisé par : Francis Ford Coppola
- Producteur : George Lucas
- Compositeur : Michael Jackson

#### Moonwalker(1988)
Michael Jackson joue son propre rôle dans ce film divisé en 3 parties : la première partie est une biographie de sa carrière, la deuxième est une collection des clips vidéos issus de son album Bad, et enfin la dernière partie est un mini-film d'action/aventure.
- Réalisé par : Jerry Kramer et Colin Chilvers
- Producteurs : Dennis E. Jones et Jerry Kramer
- Scénariste : Michael Jackson
- Compositeur : Michael Jackson

#### Ghosts(1997)
Michael Jackson y joue les rôles du Maestro, du squelette et du Maire de la ville dans ce film musical mélangeant « horreur » et comédie.
- Réalisé par : Stan Winston
- Producteurs : Michael Jackson, Stan Winston et David Nicksay
- Scénaristes : Michael Jackson et Stephen King

#### Michael Jackson's This Is It(2009)
C'est un film montrant les répétitions de Michael Jackson en préparation de sa tournée This Is It qui devait se tenir à Londres, annulée à la suite de sa mort le 25 juin 2009.
- Réalisé par : Kenny Ortega
- Producteurs : Paul Gongaware et Randy Phillips

#### Apparitions exceptionnelles
- 1973 : Way… Way Out (Presentateur TV)
- 1973 : Save the Children (lui-même)
- 1990 : Listen Up The Lives Of Quincy Jones de Ellen Weissbrod (lui-même)
- 1991 : Les Simpson - Mon pote Michael Jackson (Stark Raving Dad), interprétant la voix de Leon Kompowsky (un personnage se prenant pour lui). Michael Jackson est crédité sous le pseudonyme de John Jay Smith.
- 1999 : Swing Vote (TV) de David Anspaugh (lui-même)
- 2002 : Men in Black II (Agent M)
- 2004 : Miss Cast Away (Agent MJ)

### En tant que producteur
Michael Jackson produit avec Stan Winston et David Nicksay le moyen métrage Ghosts en 1997.
En 2002, Michael Jackson avait le projet de produire un film intitulé Wolfed, à travers sa  société Neverland Pictures, pour budget de 30 millions de dollars. Il était prévu qu'il y joue le rôle-principal, dans une histoire qui aurait été inspiré des récits de meneur de loups, et plus spécialement d'un roman (peu connu) d'Alexandre Dumas, Le Meneur de loups de 1857. Ce projet, qui aurait été la première production de la société ne vit finalement pas le jour.

## Performances télévisées
| Année | Émission                                    | Chaîne          | Titre(s) chanté(s)                                                 |
| ----- | ------------------------------------------- | --------------- | ------------------------------------------------------------------ |
| 1972  | American Bandstand                          | ABC             | Rockin' Robin, Ben & I Wanna Be Where You Are                      |
| 1972  | The Sonny & Cher Hour                       |                 | Ben                                                                |
| 1973  | Oscars 1973                                 | ABC             | Ben                                                                |
| 1973  | Soul Train                                  |                 | With A Child's Heart                                               |
| 1974  | Free to Be… You and Me                      |                 | When We Grow Up (avec Roberta Flack)                               |
| 1975  | Soul Train                                  |                 | One Day In Your Life, Just A Little Bit Of You & We´ve Got Forever |
| 1975  | American Bandstand                          | ABC             | Just A Little Bit Of You                                           |
| 1976  | The Freddie Prinze Show                     |                 | Happy                                                              |
| 1979  | Soul Train                                  |                 | Push Me Away                                                       |
| 1979  | American Bandstand                          | ABC             | Push Me Away                                                       |
| 1980  | Disneyland, California 25 th anniversary    |                 | When I Wish Upon The Star & Ease on Down the Road                  |
| 1981  | Diana TV Special                            | CBS             | Ease On Down The Road & Rock With You                              |
| 1983  | Motown 25th Anniversary                     | NBC             | Medley des Jackson 5 puis Billie Jean (réalisation du moonwalk)    |
| 1988  | Grammy Awards                               | CBS             | The Way You Make Me Feel & Man In The Mirror                       |
| 1988  | MTV Video Music Awards                      | MTV             | Bad (Bad Tour 1988 - Live Londres)                                 |
| 1990  | Sammy Davis Jr - 65th anniversary           |                 | You Were There                                                     |
| 1991  | MTV 10th Anniversary                        | MTV             | Black Or White & Will You be There                                 |
| 1992  | MTV Video Music Awards                      | MTV             | Black Or White (Dangerous Tour - Live Londres)                     |
| 1993  | Super Bowl Half Time Show                   | NBC             | Jam, Billie Jean, Black Or White & Heal The World                  |
| 1993  | American Music Awards                       | ABC             | Dangerous                                                          |
| 1993  | Soul Train Awards                           |                 | Remember the Time                                                  |
| 1993  | Investiture de Bill Clinton                 |                 | Gone Too Soon & Heal the World                                     |
| 1993  | Investiture de Bill Clinton à Washington DC |                 | We Are the World                                                   |
| 1994  | Jacksons Family Honors                      |                 | If You'd Only believe (avec la Famille Jackson et Céline Dion)     |
| 1995  | Soul Train 25th Anniversary                 |                 | Dangerous & You Are Not Alone                                      |
| 1995  | BET Awards                                  | BET             | You Are Not alone                                                  |
| 1995  | VH1 Honors                                  | VH1             | We Are the World (avec Boys II Men)                                |
| 1995  | MTV Video Music Awards                      | MTV             | Medley, Dangerous & You Are Not alone                              |
| 1995  | Wetten Dass                                 | ZDF (Allemagne) | Dangerous & Earth Song                                             |
| 1996  | Brit Awards                                 | BBC             | Earth Song                                                         |
| 1996  | World Music Awards                          | TF1, ABC        | Earth Song                                                         |
| 1997  | Elizabeth Taylor 65th anniversary           | ABC             | Elizabeth, I Love You                                              |
| 2001  | MTV Video Music Awards                      | MTV             | Pop (N Sync & Michael Jackson)                                     |
| 2002  | American Bandstand 50th Anniversary         | ABC             | Dangerous                                                          |